# Vinaninony Nord
```
Vinaninony Nord
 (
Vinaninony Avaratra
) és un poble i municipi a 
Madagascar
. Pertany al districte de 
Faratsiho
, que forma part de la regió de 
Vakinankaratra
. El cens de població del 2001 era d'aproximadament 8.000 habitants.
[
1
]
```

Al poble s'hi ofereix educació primària i de primer nivell de secundària. L'agricultura i la cria de bestiar proporcionen feina al 46-49% de la població. El cultiu més important són les patates, mentre que altres productes importants són les mongetes, el blat de moro i l'arròs. Els serveis donen feina al 5% de la població.